# Lambom
Lambom est un village de Papouasie-Nouvelle-Guinée situé sur la côte sud-ouest de l'île de Nouvelle-Irlande, au sud de Lamassa. L'île de Lambom se trouve au large de la côte.
La baie de Lambon fut l'emplacement de Port-Breton, la capitale de la colonie libre de Nouvelle-France.